# Masazumi Harada
Masazumi Harada (原田 正純 Harada Masazumi?,  14 de septiembre de 1934 - 11 de junio de 2012) fue un doctor e investigador médico japonés. Su trabajo más famoso ha sido sobre los efectos de la enfermedad de minamata, un tipo de envenenamiento por mercurio severa que se produjo en la ciudad de Minamata, prefectura de Kumamoto durante los años 1950 y 1960. Sus publicaciones incluyen Enfermedad de Minamata (水俣病 Minamata-byō?) (1972) y Minamata Ga Utsusu Sekai (水俣が映す世界 Minamata Ga Utsusu Sekai?) (1989). Harada falleció el 11 de junio de 2012 de una leucemia mieloide aguda en su casa de Kumamoto.